# 石桥镇 (南阳市)
石桥镇，是中华人民共和国河南省南阳市卧龙区下辖的一个乡镇级行政单位。

## 行政区划
石桥镇下辖以下地区：
一村、二村、夏村、小石桥村、贾寨村、龙窝村、蔡官屯村、闻庄村、和寨村、郭庄村、朱庄村和施庄村。